# Ronde van de Vendée
De Ronde van de Vendée (Frans: Tour de Vendée) is een eendaagse wielerwedstrijd die jaarlijks in de Franse regio Vendée wordt verreden. De wedstrijd bestaat sinds 1980 en is vooral het domein van renners die goed op het vlakke uit de voeten kunnen. Recordwinnaar is de Est Jaan Kirsipuu met vier zeges. De wedstrijd maakt deel uit van de Coupe de France en sinds 2005 van het Europese continentale circuit.

## Lijst van winnaars

### Meervoudige winnaars
| Overwinningen | Renner             | Land      | Jaren                     |
| ------------- | ------------------ | --------- | ------------------------- |
| 4             | Jaan Kirsipuu      | Estland   | 1997 + 1999 + 2000 + 2003 |
| 2             | Mikel Gaztañaga    | Spanje    | 2006 + 2007               |
| 2             | Koldo Fernández    | Spanje    | 2008 + 2010               |
| 2             | Nacer Bouhanni     | Frankrijk | 2013 + 2016               |
| 2             | Christophe Laporte | Frankrijk | 2015 + 2017               |

### Overwinningen per land
| Overwinningen | Land                         |
| ------------- | ---------------------------- |
| 22            | Frankrijk                    |
| 5             | Spanje                       |
| 4             | Estland                      |
| 3             | België                       |
| 2             | Italië, Nederland, Rusland   |
| 1             | Duitsland, Noorwegen, Zweden |

## Driedaagse van de Vendée
Vanaf 1975 werd de Driedaagse van de Vendée (Trois Jours de Vendée) verreden die ook de Ronde van de Vendée genoemd werd. Tussen 1988 en 1991 werd dit de Vierdaagse van de Vendée en daarna tot 2006 een eendaagse wedstrijd onder de namen Circuit Driedaagse van de Vendée, Circuit Driedaagse van de Vendée en de kustlijn (Circuit des Trois Jours de Vendée U Littoral) en Circuit van de kustlijn. Tussen 1986 en 1998 werd ook een vrouwenwedstrijd verreden onder de naam Driedaagse van de Vendée.